# Ablemma singalang
Espèce
Ablemma singalang est une espèce d'araignées aranéomorphes de la famille des Tetrablemmidae.

## Distribution
Cette espèce est endémique de Sumatra en Indonésie.

## Description
Le mâle holotype mesure 0,92 mm.

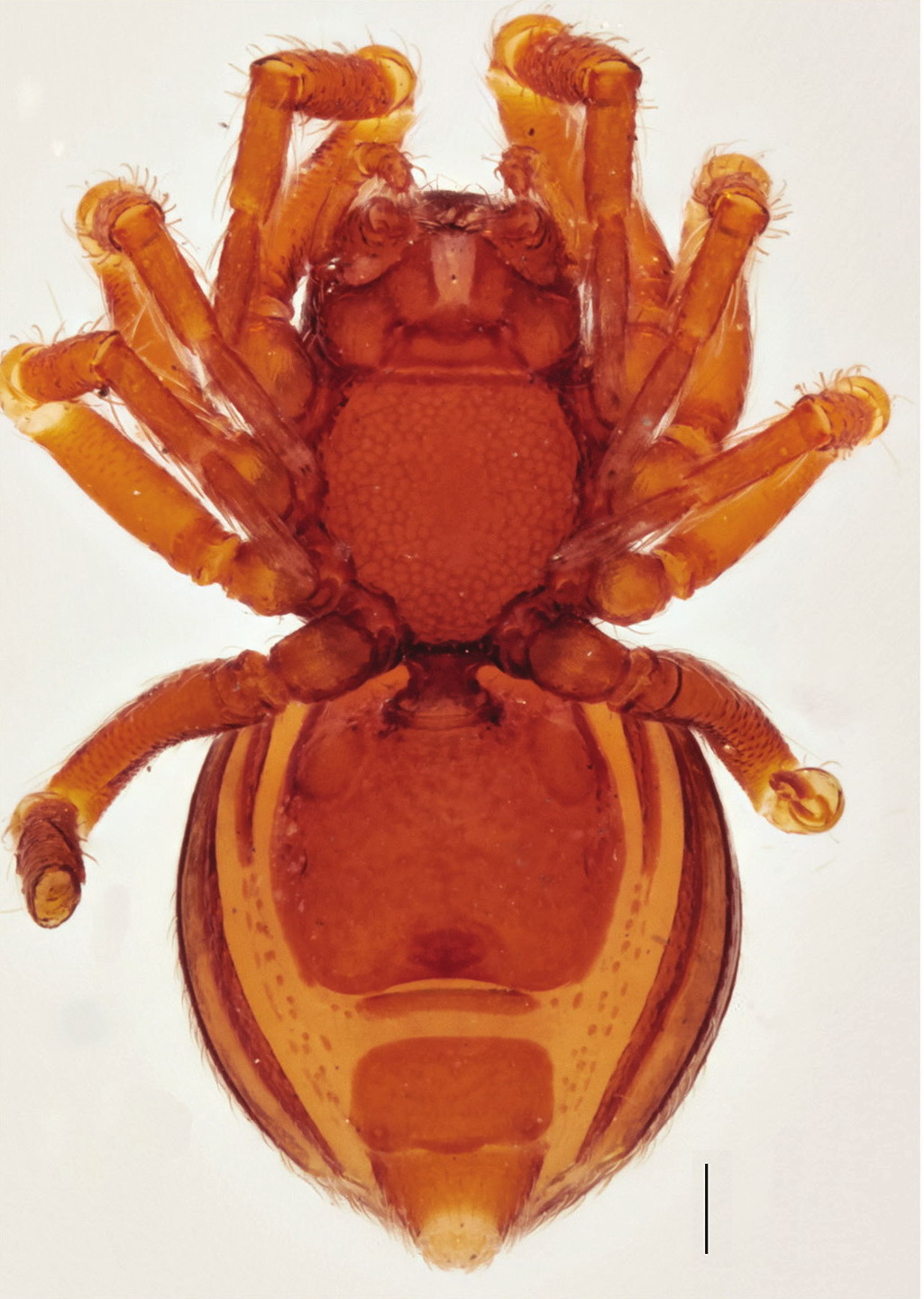
Ablemma singalang ♀

La femelle décrite par Fardiansah, Dupérré, Widyastuti, Potapov, Scheu et Harms en 2019 mesure 1,14 mm.

## Étymologie
Son nom d'espèce lui a été donné en référence au lieu de sa découverte, le mont Singalang.

## Publication originale
- Lehtinen, 1981 : Spiders of the Oriental-Australian region. III. Tetrablemmidae, with a world revision. Acta Zoologica Fennica, vol. 162, p. 1-151.